# Кравчук Сергій Володимирович
Сергій Володимирович Кравчук (нар. 3 червня 1964) — радянський фехтувальник на шпагах, бронзовий призер Олімпійських ігор 1992 року, чемпіон світу.

## Виступи на Олімпіадах
| Олімпіада      | Дисципліна          | Місце |
| -------------- | ------------------- | ----- |
| Барселона 1992 | індивідуальна шпага | 12    |
| Барселона 1992 | командна шпага      | 3     |